# Wahunsonacock
Wahunsonacock (poblat pamunkey, Virgínia, 1542? - 1618) era el veritable nom del cabdill conegut pels anglesos com a Rei Powhatan. Segons John Smith, el 1607 va subjugar les tribus del voltant i es va fer el seu cabdill. Va mantenir una actitud ambigua amb els blancs, tot i que permeté que el 1613 la seva filla Pocahontas es casés amb John Rolfe. Va morir el 1618 i fou succeït pel seu germà Opitchapan.
Ha esdevingut un personatge llegendari en la posteritat, de manera que algunes famílies d'alta societat virginiana afirmen ser descendents seus.
Com a curiositat, la veu del seu personatge al film Pocahontas, de la factoria Disney, fou posada per l'actor d'ètnia sioux i militant del Moviment Indi Americà Russell Means.